# Остероде (замок)
Остероде (нем. Burg Osterode, пол. Zamek krzyżacki w Ostródzie) — бывший орденский замок в городе Оструда, в Варминьско-Мазурском воеводстве Польша. Замок в числе прочего известен тем, что в 1807 году здесь останавливался Наполеон.

## История

### Ранний период
Первое упоминание о крепости, возведённой рыцарями Тевтонского ордена относится к 1300 году. Вероятно, это было укрепление из дерева и земли, подчинённое комтуру Христбурга (современный Дзежгонь).
Новое оборонительное сооружение из камня и кирпича было возведено в 1350–1370 годах. Инициатором создания прочной крепости на берегу озера Дрвенцке стал один из лидеров крестоносцев Гюнтер фон Хоэнштайн. Он известен также как вдохновитель строительства замков Хоэнштайн (современный Ольштынек) и Шветц (современный Свеце).
В отличие от крепости Шветц, в замке Остероде не было башен. В XIV веке при строительстве замков рыцари нередко отказывались от возведения башен. 
В 1381 году армия литовского князя Кейстута осадила Остероде. Во время осады замок сгорел. В огне погибли и старое, и новое здания.
Во время подготовки к войне с Польским королевством рыцари ордена полностью перестроили замок. В период с 1407 по  1410 годах появились новые более прочные стены. С внешней стороны Остероде окружили дополнительной стеной и глубоким рвом. Этот ров был заполнен водой (его засыпали только в XVIII веке). 
Вход в замок был возможен только по подъемному мосту надо рвом с западной стороны. Для безопасности ворота возвели двойные и построили их для прочночти не из кирпича, а из гранита. Традиционный в немецкой системе форбург одновременно служил местом размещения ремесленных и оружейных мастерских. Кроме того, здесь находилась пивоварня, мельница и кузница.  
С востока к замку примыкали здания конюшен, складов и зернохранилище. Под замком имелись просторные подвалы. Там хранились запасы продовольствия и оружия. Здесь же создали тюрьму. Первый этаж Остероде был предназначен для жилых помещений. Здесь находились казармы, а также столовая, большой рыцарский зал (с четырьмя окнами и тремя дверями) и часовня.  
В конце XIV века оборонительные возможности замка усилили артиллерией. В документах 1391 года при перечислении орудий упоминаются одна большая пушка с тридцатью каменными ядрами и десятью мерами порохового заряда, а также три небольшие пушки с шестьюдесятью каменными ядрами. Кроме этого имелось ещё две пушки, способных стрелять свинцовыми пулями (на складе находилось триста пуль). Вся эта артиллерия была направлена вместе с армией Тевтонской ордена на Грюнвальдскую битву.  
После разгрома орденских войск в Грюнвальдской битве замком Остероде сумел овладеть рыцарь Клаус фон Деринген. Он решил передать и крепость, и оказавшееся в его распоряжении тело Великого магистра Ульриха фон Юнгингена в качестве особого дара польскому королю Ягайло, который в это время осаждал столицу ордена — Мариенбург. Правда, всего через несколько месяцев орден смог отвоевать Остероде. Во время Тринадцатилетней войны (1454—1466) замок стал яблоком раздора между лидером наёмников Кинсбергом и магистром фон Шлибеном. Крепость несколько раз переходила из рук в руки.   

### Новое время
В 1639 году в замке Остероде скончался князь Иоганн Кристиан Бжегский. 
В XVII веке замок из сугубо фортификационного сооружения превратился в важный административный центр. Здесь разместился местный суд и ещё несколько учреждений, где вели приём чиновники. Кроме того, Остероде использовался как пороховой магазин и соляной склад (важнейший продукт того времени).  
Согласно документ относящимся к 1780 году замок имел уже три этажа в каждом из трёх основных крыльев. Причём к южному крылу добавилась круглая башня с винтовой лестницей.  
Во время великого пожара в Оструде в 1788 году башня и восточное крыло подверглись таким разрушениям, что их остатки в итоге решили снести. После пожара в ходе реконструкции во всём замке произвели радикальные изменения. В том числе и в силу изменившегося функционального предназначения. В числе прочего внутренний двор окружили крытыми галереями, а крыши покрыли черепицей.  
С 21 февраля по 1 апреля 1807 года в замке проживал Наполеон Бонапарт. Он устроил свою квартиру в помещениях первого этажа, которые сегодня можно ассоциировать с четвёртым и пятым окнами, видимых с со стороны озера.  

### XX век
К началу XIX века Остероде очень обветшал пребывал в упадке. Фактически здание было заброшено. Лишь некоторые его части использовались как склады.  
Ещё сильнее замок пострадал во время Второй мировой войны. В ходе ожесточённых боёв город Оструда оказался почти полностью разрушен.  
В результате раздела Пруссии между СССР и ПНР город Оструда оказался под контролем польских властей. В 1974 году было принято решение о реставрации руин прежнего замка. Работы продолжались до 1996 года.  

## Современное использование
В настоящее время в замке Остероде находится местный краеведческий музей, культурный центр, художественная галерея и библиотека. 

## Галерея

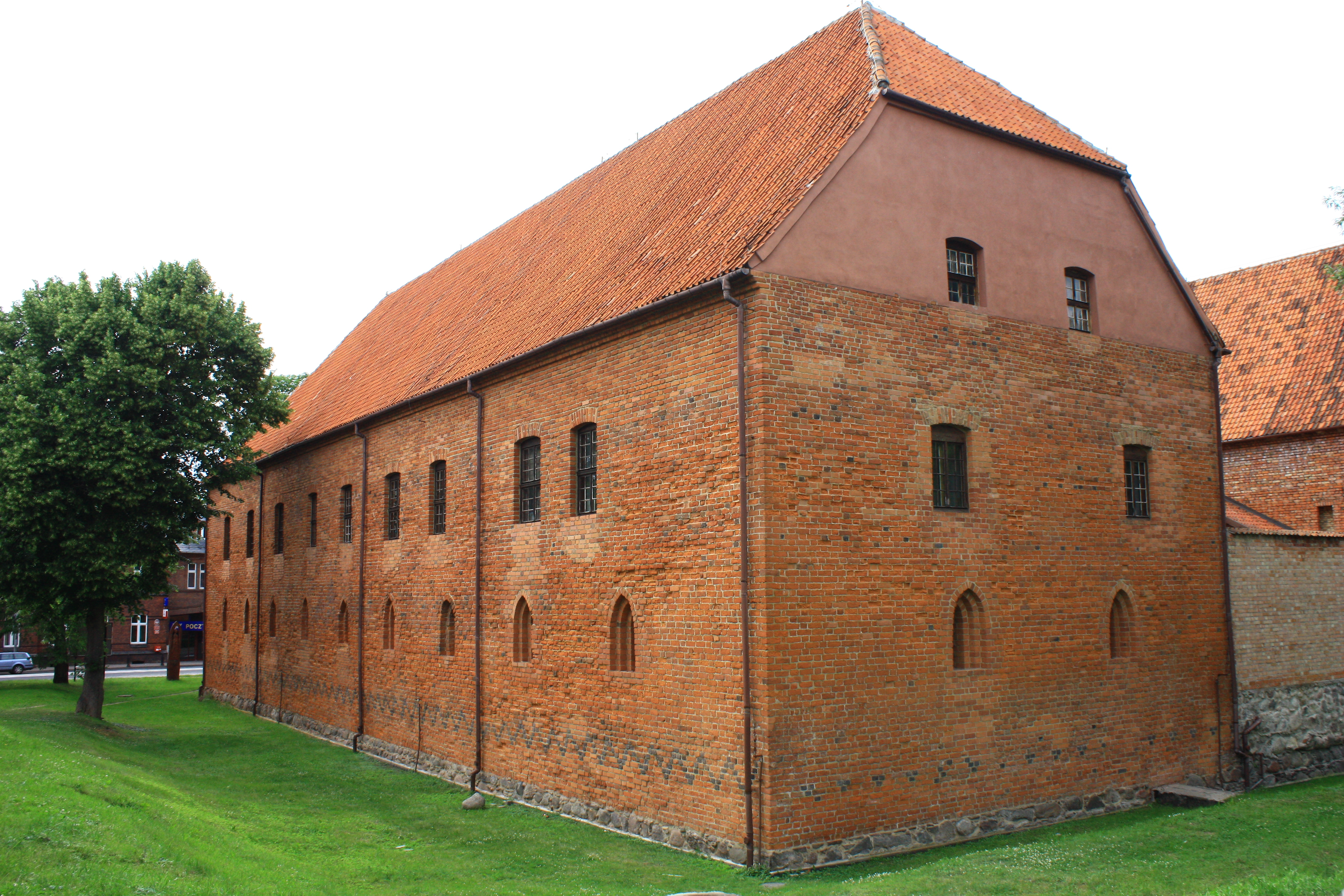
Южное крыло замка
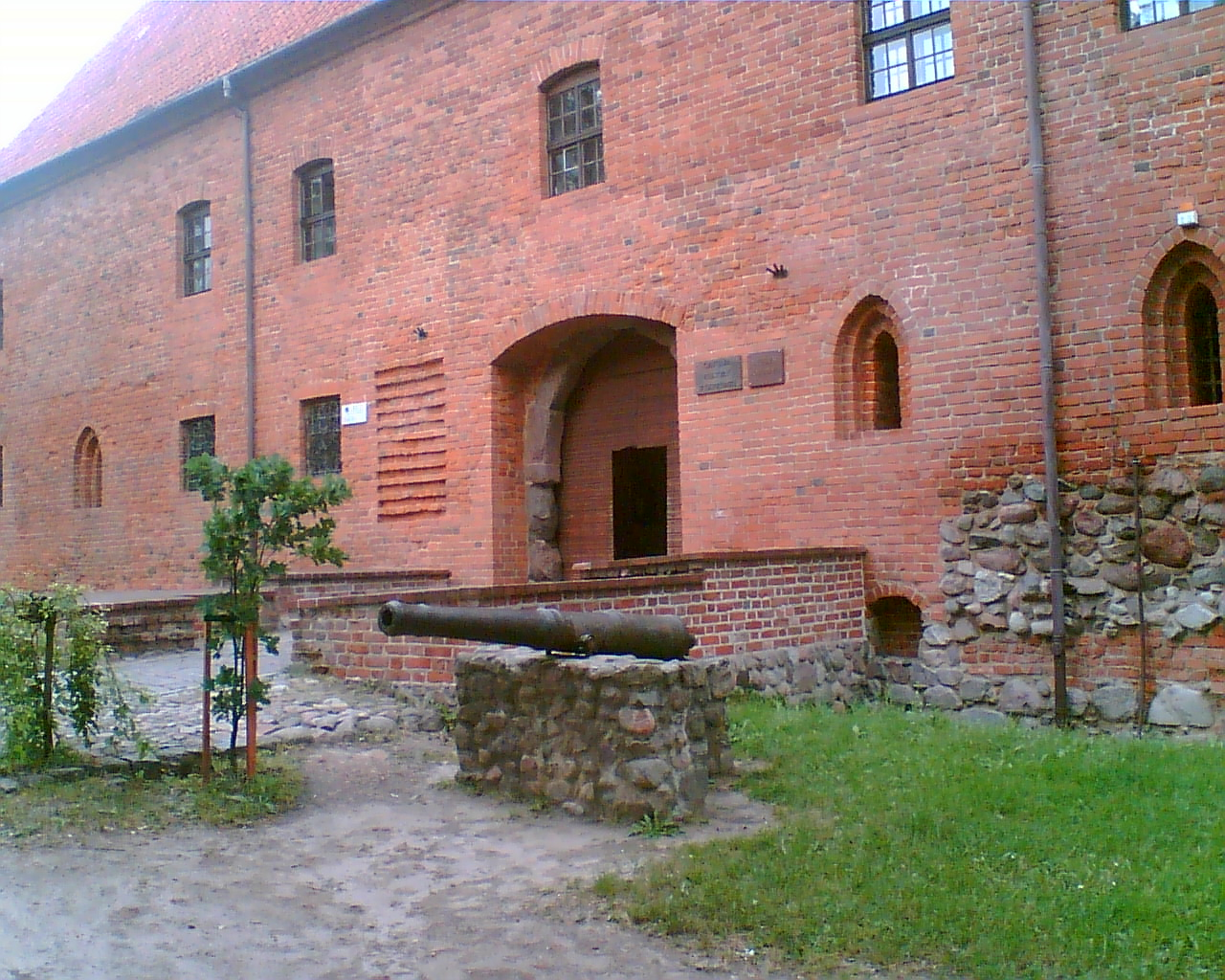
Вход в замок с западной стороны
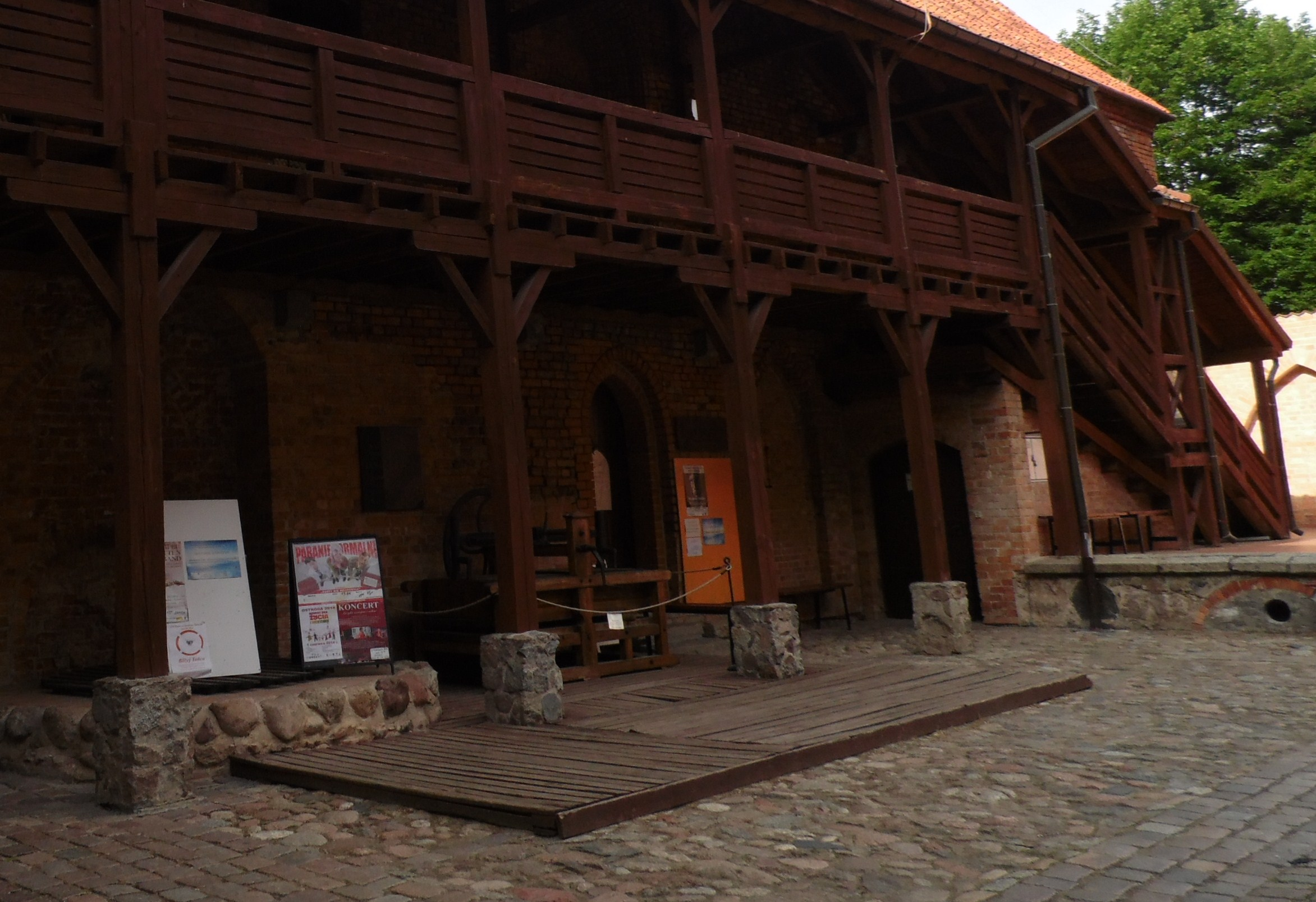
Внутренний двор замка
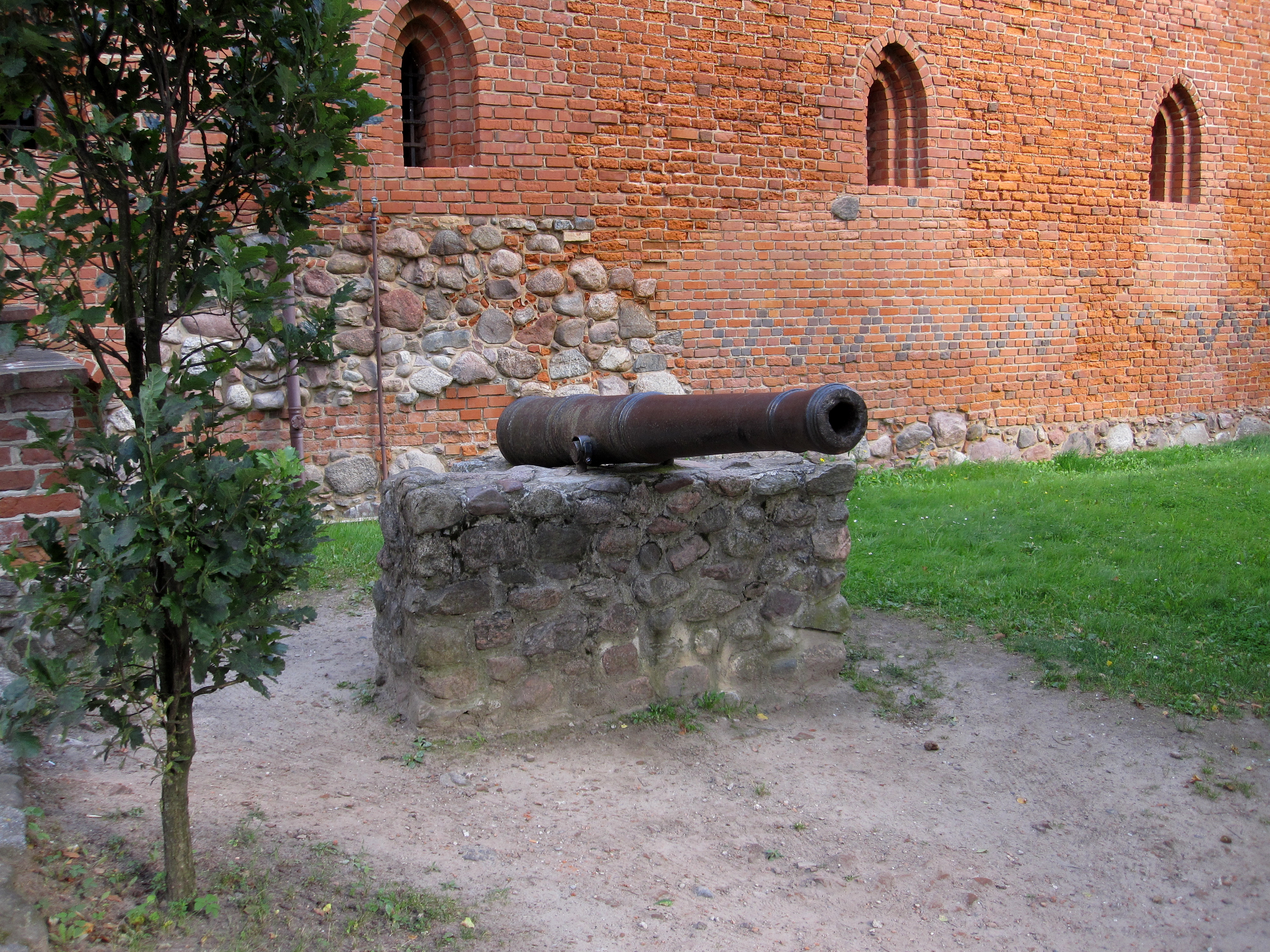
Старинная пушка у стен замка
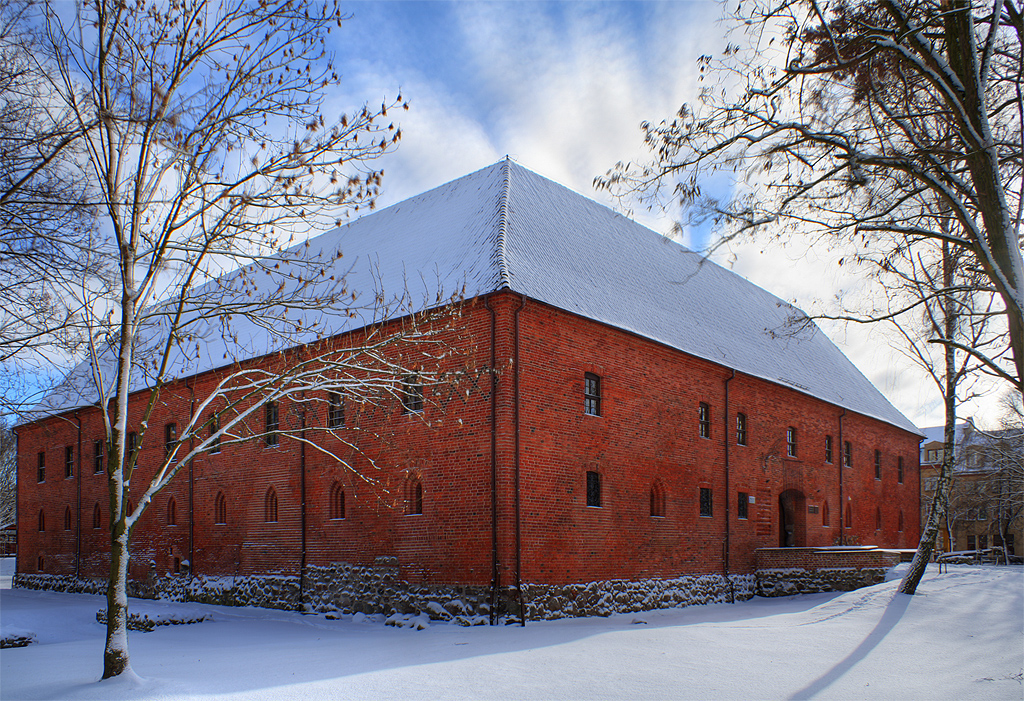
Вид замка зимой